# Dibunus ferrugineus
Dibunus ferrugineus is een hooiwagen uit de familie Epedanidae. De originele naamcombinatie (protoniem) was Anacudorsum ferrugineum  Roewer, 1926. Een volgende naamrecombinatie werd gepubliceerd als Dibunus ferrugineus (Roewer, 1926) in Goodnight & Goodnight 1957.